# Novembre 1837

## Événements
- Samedi 4 novembre, France :
  - les élections donnent la majorité parlementaire à Louis-Mathieu Molé;
  - après avoir hésité entre Versailles, Paris et Cherbourg, Alexis de Tocqueville, inspiré des idées des Lumières, se présente aux élections législatives anticipées à Valognes; il sera battu par Jules Polydore Le Marois.

- 6 novembre :
  - France, tribunal de Commerce de la Seine : procès de Victor Hugo contre la Comédie-Française.
  - Brésil : révolte de la Sabinada (pt) à Bahia (fin le 16 mars 1838)[1].

- 9 novembre : départ de l'expédition de Constantine.

- 10 novembre, Cuba : inauguration de la ligne La Havane-Güines, première ligne de chemin de fer à Cuba et dans l'empire espagnol.

- 11 novembre, France :
  - le général Valée est élevé à la dignité de maréchal de France;
  - Alexis de Tocqueville, est battu au second tour des législatives par le député sortant Jules Polydore Le Marois, par 237 voix contre 210. Gustave de Beaumont est battu à Saint-Calais par Raymond Aymeric Philippe Joseph de Montesquiou-Fezenzac, chevalier d'honneur de la reine.

- 20 novembre, France : Victor Hugo prononce lui-même sa plaidoirie dans le procès qui l'oppose à la Comédie française. Le jugement lui donne raison.

- 21 novembre, France : ordonnance du Roi portant autorisation de la Société anonyme du chemin de fer de Paris à Saint-Cloud et Versailles (RD).

## Naissances
- 26 novembre : John Alexander Reina Newlands (mort en 1898), chimiste britannique.